# Лорензо Сталенс
Лорензо Сталенс (30. април 1964) бивши је белгијски фудбалер.

## Каријера
Током каријере играо је за Клуб Бриж, Андерлехт и многе друге клубове.

## Репрезентација
За репрезентацију Белгије дебитовао је 1990. године, наступао и на Светском првенству 1990., 1994. и 1998. године. За национални тим одиграо је 70 утакмица и постигао 8 голова.

## Статистика
| Белгија | Белгија | Белгија |
| Год.    | Ута.    | Гол.    |
| ------- | ------- | ------- |
| 1990    | 3       | 0       |
| 1991    | 3       | 0       |
| 1992    | 4       | 1       |
| 1993    | 6       | 0       |
| 1994    | 11      | 0       |
| 1995    | 8       | 0       |
| 1996    | 3       | 0       |
| 1997    | 6       | 5       |
| 1998    | 8       | 0       |
| 1999    | 11      | 1       |
| 2000    | 7       | 1       |
| Укупно  | 70      | 8       |